# 藤原武 (陸上選手)
藤原 武（ふじわら たけし、Takeshi Salvador Fujiwara Salazar、1985年8月5日 - ）は、エルサルバドル・サンサルバドル出身の陸上競技選手。専門は短距離走の400mで、自己ベストは日本歴代8位タイの45秒44。日本人の父とエルサルバドル人の母を持ち、2013年に日本国籍を取得。現在はユメオミライ所属。
2004年アテネオリンピック、2007年大阪世界選手権をはじめ、世界室内選手権や世界ジュニア選手権などの世界大会にエルサルバドル代表として出場した経験を持ち、400mで45秒99のエルサルバドル記録を保持している。日本国籍取得後の2016年には400mで日本歴代7位タイ（当時）の45秒44をマーク。2017年には世界リレーの日本代表に選出された。

## 経歴
幼少期にジュニアプロリーグでサッカーをしながら陸上競技を始め、17歳の時に陸上競技に専念した。
高校3年生ながら2004年8月のアテネオリンピック男子400mに出場するも、予選で48秒46の組6着に終わった。その後、拠点をアメリカに移した。
2007年8月の大阪世界選手権男子400m予選で46秒92のエルサルバドル記録（当時）を樹立し、1993年にRubén Benítezがマークした47秒51を塗り替えたが、組8着で敗退した。
2008年3月のバレンシア世界室内選手権男子400m予選で48秒82のエルサルバドル記録（当時）を樹立したが、組6着で敗退した。
2010年3月のドーハ世界室内選手権男子400m予選で48秒21のエルサルバドル記録を樹立したが、組5着で敗退した。
2012年3月のイスタンブール世界室内選手権男子400m予選で48秒96の組4着に終わった。4月28日のヒメナ・レストレポ記念（GRAND PRIX INTRENACIONAL XIMENA RESTREPO）男子400mでは45秒99（高地記録）のエルサルバドル記録を樹立し、45秒台に突入した。
2013年に日本国籍を取得し、拠点も日本に移した。
2014年6月の日本選手権男子400mでは決勝に進出するも46秒82の7位に終わった。
2015年からニューモード（現・ユメオミライ）に所属。
2016年4月23日に男子400mで4年ぶりの自己ベスト（当時）となる45秒89をマークすると、5月8日のコスタリカ選手権男子400mでは日本歴代7位タイ（当時）の記録となる45秒44をマークし、リオデジャネイロオリンピック参加標準記録に0秒04差と迫った。今季日本ランク1位（当時）として臨んだ6月の日本選手権男子400mでは46秒41の6位に終わり、リオデジャネイロオリンピック男子4×400mリレーの日本代表候補から漏れた。日本代表デビューとなった7月の日中韓3カ国交流男子400mは46秒60の2位に終わり（日本人トップ）、リオデジャネイロオリンピック参加標準記録を突破できず、オリンピック出場は叶わなかった。
2017年4月の世界リレー男子4×400m日本代表に選出されたが、大会では4×400m予選のメンバーには選ばれず、4×100mリレーのB決勝に出場した（アンカーを務めて40秒31の7位）。

## 人物・エピソード
- テキサス大学で経営学修士号（MBA）を取得している[1]。

## 自己ベスト
記録欄の（　）内の数字は風速（m/s）で、+は追い風、-は向かい風を意味する。
| 種目 | 記録          | 年月日        | 場所           | 備考                     |
| 屋外 | 屋外          | 屋外          | 屋外           | 屋外                     |
| ---- | ------------- | ------------- | -------------- | ------------------------ |
| 100m | 10秒72 (+1.8) | 2010年5月1日  | ナッキトッシュ |                          |
| 200m | 21秒48 (-0.6) | 2009年5月9日  | ナッキトッシュ |                          |
| 400m | 45秒44        | 2016年5月8日  | サンホセ       | 日本歴代8位タイ 高地記録 |
| 室内 |               |               |                |                          |
| 200m | 22秒51        | 2008年2月22日 | ヒューストン   | 室内エルサルバドル記録   |
| 400m | 48秒21        | 2010年3月12日 | ドーハ         | 室内エルサルバドル記録   |

### エルサルバドル記録
| 種目 | 記録   | 年月日        | 場所     | 備考     |
| 屋外 | 屋外   | 屋外          | 屋外     | 屋外     |
| ---- | ------ | ------------- | -------- | -------- |
| 400m | 45秒99 | 2012年4月28日 | メデジン | 高地記録 |

## 主要大会成績
備考欄の記録は当時のもの

### 国際大会
| 年             | 大会                                | 場所                 | 種目           | 結果           | 記録            | 備考                   |
| エルサルバドル | エルサルバドル                      | エルサルバドル       | エルサルバドル | エルサルバドル | エルサルバドル  | エルサルバドル         |
| -------------- | ----------------------------------- | -------------------- | -------------- | -------------- | --------------- | ---------------------- |
| 2003           | 中央アメリカ選手権 (en)             | グアテマラシティ     | 400m           | 4位            | 49秒29          |                        |
| 2003           | 中央アメリカ選手権 (en)             | グアテマラシティ     | 4x100mR        | 4位            | 44秒64 (3走)    |                        |
| 2003           | 中央アメリカ選手権 (en)             | グアテマラシティ     | 4x400mR        | 2位            | 3分19秒16 (3走) |                        |
| 2003           | パンアメリカンジュニア選手権 (en)   | ブリッジタウン       | 200m           | 予選           | 23秒02 (0.0)    |                        |
| 2003           | パンアメリカンジュニア選手権 (en)   | ブリッジタウン       | 400m           | 予選           | 50秒12          |                        |
| 2003           | 中央アメリカジュニア選手権 (en)     | サンホセ             | 200m           | 予選           | 22秒86          |                        |
| 2003           | 中央アメリカジュニア選手権 (en)     | サンホセ             | 400m           | 2位            | 49秒13          |                        |
| 2003           | 中央アメリカジュニア選手権 (en)     | サンホセ             | 4x100mR        | 4位            | 44秒19          |                        |
| 2003           | 中央アメリカジュニア選手権 (en)     | サンホセ             | 4x400mR        | 優勝           | 3分24秒49 (1走) |                        |
| 2004           | 中央アメリカジュニア選手権 (en)     | サンホセ             | 400m           | 優勝           | 47秒80          | 大会記録               |
| 2004           | 世界ジュニア選手権                  | グロッセート         | 400m           | 予選           | 49秒66          |                        |
| 2004           | オリンピック                        | アテネ               | 400m           | 予選           | 48秒46          |                        |
| 2004           | 中央アメリカ選手権 (en)             | マナグア             | 200m           | 4位            | 22秒20          |                        |
| 2004           | 中央アメリカ選手権 (en)             | マナグア             | 400m           | 3位            | 48秒53          |                        |
| 2004           | 中央アメリカ選手権 (en)             | マナグア             | 4x100mR        | 4位            | 44秒66 (1走)    |                        |
| 2004           | 中央アメリカ選手権 (en)             | マナグア             | 4x400mR        | 2位            | 3分21秒98 (2走) |                        |
| 2006           | イベロアメリカ選手権 (en)           | ポンセ               | 400m           | 予選           | 48秒26          |                        |
| 2007           | 中央アメリカ選手権 (en)             | サンホセ             | 400m           | 3位            | 48秒21          |                        |
| 2007           | 中央アメリカ選手権 (en)             | サンホセ             | 4x100mR        | 3位            | 42秒34 (4走)    |                        |
| 2007           | 中央アメリカ選手権 (en)             | サンホセ             | 4x400mR        | 3位            | 3分20秒95 (4走) |                        |
| 2007           | 北中米カリブ選手権 (en)             | サンサルバドル       | 400m           | 予選           | 47秒75          |                        |
| 2007           | 北中米カリブ選手権 (en)             | サンサルバドル       | 4x400mR        | 6位            | 3分23秒90 (4走) |                        |
| 2007           | 世界選手権                          | 大阪                 | 400m           | 予選           | 46秒92          | エルサルバドル記録     |
| 2008           | 世界室内選手権                      | バレンシア           | 400m           | 予選           | 48秒82          | 室内エルサルバドル記録 |
| 2008           | 中央アメリカ選手権 (en)             | サン・ペドロ・スーラ | 400m           | 2位            | 47秒89          |                        |
| 2008           | 中央アメリカ選手権 (en)             | サン・ペドロ・スーラ | 4x400mR        | 2位            | 3分20秒70 (3走) |                        |
| 2008           | 中央アメリカ・カリブ選手権 (en)     | カリ                 | 400m           | 予選           | 47秒88          |                        |
| 2009           | ユニバーシアード (en)               | ベオグラード         | 200m           | 2次予選        | DNS             |                        |
| 2009           | ユニバーシアード (en)               | ベオグラード         | 400m           | 準決勝         | 47秒43          |                        |
| 2010           | 世界室内選手権                      | ドーハ               | 400m           | 予選           | 48秒21          | 室内エルサルバドル記録 |
| 2010           | 中央アメリカ競技大会 (en)           | パナマ               | 200m           | 2位            | 21秒62 (+0.1)   |                        |
| 2010           | 中央アメリカ競技大会 (en)           | パナマ               | 400m           | 2位            | 47秒70          |                        |
| 2010           | イベロアメリカ選手権 (en)           | サン・フェルナンド   | 400m           | 予選           | 47秒05          |                        |
| 2010           | 中央アメリカ・カリブ海競技大会 (en) | マヤグエス           | 400m           | 予選           | 47秒66          |                        |
| 2010           | 中央アメリカ選手権 (en)             | グアテマラシティ     | 400m           | 優勝           | 47秒33          |                        |
| 2010           | 中央アメリカ選手権 (en)             | グアテマラシティ     | 4x100mR        | 3位            | 43秒17 (1走)    |                        |
| 2010           | 中央アメリカ選手権 (en)             | グアテマラシティ     | 4x400mR        | 3位            | 3分23秒54 (1走) |                        |
| 2011           | 中央アメリカ選手権 (en)             | サンホセ             | 400m           | 2位            | 47秒12          |                        |
| 2011           | 中央アメリカ選手権 (en)             | サンホセ             | 4x400mR        | 2位            | 3分21秒45 (4走) |                        |
| 2011           | 中央アメリカ・カリブ選手権 (en)     | マヤグエス           | 400m           | 予選           | 47秒00          |                        |
| 2011           | アルバ競技大会 (en)                 | バルキシメト         | 200m           | 7位            | 21秒65 (+2.4)   |                        |
| 2011           | アルバ競技大会 (en)                 | バルキシメト         | 400m           | 4位            | 46秒48          |                        |
| 2011           | パンアメリカン競技大会 (en)         | グアダラハラ         | 400m           | 予選           | 46秒93          |                        |
| 2012           | 世界室内選手権                      | イスタンブール       | 400m           | 予選           | 48秒96          |                        |
| 日本           |                                     |                      |                |                |                 |                        |
| 2016           | 日中韓3カ国交流                     | 金泉                 | 400m           | 2位            | 46秒60          |                        |
| 2017           | 世界リレー (en)                     | ナッソー             | 4x100mR        | B決勝          | 40秒31 (4走)    |                        |

### 日本の大会
| 年   | 大会               | 場所     | 種目      | 結果 | 記録            | 備考     |
| ---- | ------------------ | -------- | --------- | ---- | --------------- | -------- |
| 2013 | 静岡国際           | 袋井市   | 400m      | 決勝 | 47秒03          |          |
| 2013 | 日本選手権         | 調布市   | 400m      | 予選 | DNS             |          |
| 2014 | 静岡国際           | 袋井市   | 400m      | 7位  | 46秒68          |          |
| 2014 | 日本選手権         | 福島市   | 400m      | 7位  | 46秒82          |          |
| 2014 | 南部記念           | 札幌市   | 400m      | 優勝 | 46秒57          |          |
| 2015 | 織田記念           | 広島市   | 400m      | 予選 | 48秒72          |          |
| 2015 | 東日本実業団選手権 | 熊谷市   | 400m      | 3位  | 47秒12          |          |
| 2015 | 東日本実業団選手権 | 熊谷市   | 4x400mR   | 優勝 | 3分12秒82 (4走) |          |
| 2015 | 日本選手権         | 新潟市   | 400m      | 予選 | 46秒42          |          |
| 2015 | 実業団・学生対抗   | 平塚市   | 400m      | 2位  | 46秒86          |          |
| 2015 | 実業団・学生対抗   | 平塚市   | メドレーR | 優勝 | 1分49秒92 (4走) | 大会記録 |
| 2015 | 全日本実業団選手権 | 岐阜市   | 400m      | 予選 | 48秒35          |          |
| 2015 | 全日本実業団選手権 | 岐阜市   | 4x400mR   | 4位  | 3分11秒36 (4走) |          |
| 2016 | 日本選手権         | 名古屋市 | 400m      | 6位  | 46秒41          |          |
| 2016 | 全日本実業団選手権 | 大阪市   | 4x400mR   | 6位  | 3分14秒60 (4走) |          |
| 2017 | 静岡国際           | 袋井市   | 400m      | 8位  | 47秒26          |          |
| 2017 | 東日本実業団選手権 | 秋田市   | 400m      | 4位  | 47秒32          |          |
| 2017 | 東日本実業団選手権 | 秋田市   | 4x400mR   | 優勝 | 3分16秒41 (4走) |          |
| 2017 | 日本選手権         | 大阪市   | 400m      | 予選 | 46秒41          |          |